# Mathieu Pierre Paul Saignes
Pour les articles homonymes, voir Saignes.
Pierre Paul Saignes, né le 18 juin 1749 à Albi (Tarn), mort le 16 août 1830 à Stenay (Meuse), est un général français de la Révolution et de l’Empire.

## États de service
Il entre en service le 25 août 1765, comme dragons dans le régiment Royal-Deux-Ponts, il devient brigadier le 10 mars 1776, et maréchal de logis le 1er août 1780. Le 5 décembre 1782, il passe dans le régiment de grenadiers royaux de Bretagne comme lieutenant, et il est admis dans les gendarmes écossais de la gendarmerie de Lunéville le 10 janvier 1784.
Le 15 septembre 1791, il est placé avec son grade dans le 43e régiment d’infanterie, et le 1er août 1792, il devient capitaine aide de camp du général Diettmann. Il fait les campagnes de 1792 à l’an III, aux armées du Centre et du Nord. Il se signale le 20 septembre 1792, à la bataille de Valmy, et au camp de la Lune. Il est promu chef d’escadron le 25 février 1793, au 21e régiment de cavalerie, et adjudant général chef de bataillon le 30 juillet suivant.
Il est nommé adjudant-général chef de brigade le 19 avril 1795, et il est promu général de brigade le 13 juin suivant. En l’an IV, il est charge du commandement du département de la Meuse, puis il commande la place de Dunkerque l’année suivante. 
Le 17 février 1798, le directoire le nomme chef de la 19e division de gendarmerie nationale à Nancy, et il est maintenu dans son emploi lorsque celle-ci prend la dénomination de légion de gendarmerie. Il est fait chevalier de la Légion d’honneur le 5 février 1804, et officier de l’ordre le 14 juin suivant.
Il est admis à la retraite le 11 juin 1810.
Il meurt le 16 août 1830, à Stenay

## Sources
- (en) « Generals Who Served in the French Army during the Period 1789 - 1814: Eberle to Exelmans »
- Thierry Pouliquen, « Les généraux français et étrangers ayant servis [sic] dans la Grande Armée » (consulté le 4 janvier 2015)
- « Cote LH/2433/77 », base Léonore, ministère français de la Culture
- A. Lievyns, Jean Maurice Verdot, Pierre Bégat, Fastes de la Légion-d'honneur, biographie de tous les décorés accompagnée de l'histoire législative et réglementaire de l'ordre, Tome 4, Bureau de l’administration, 1844, 640 p. (lire en ligne), p. 275
- (pl) « Napoléon.org.pl »